# Nick Tosches
Nicholas P. Tosches, dit Nick Tosches, né le 23 octobre 1949 à Newark dans l'État du New Jersey et mort le 20 octobre 2019 à Manhattan (New York), est un écrivain, romancier, poète, biographe et journaliste rock américain.

## Biographie
Né d'un père italo-albanais et d'une mère irlandaise, Nick Tosches grandit à New York.
Après divers petits boulots, il publie ses premiers papiers dans les magazines de rock Creem et Fusion.
Son premier ouvrage, Hellfire, une biographie de Jerry Lee Lewis publiée en 1982, le place d'emblée au rang des écrivains majeurs de la scène musicale. Les biographies qu'il a écrites par la suite retracent les itinéraires de Dean Martin, Michele Sindona, Sonny Liston, Emmett Miller (un des derniers chanteurs de minstrel show) et Arnold Rothstein.
Nick Tosches a également publié un recueil de poésie, Chaldea (Chaldea and I Dig Girls, 1999) et quatre romans policiers : La Religion des ratés (Cut Numbers, 1988), qui remporte en France le prix Calibre 38, Trinités (Trinities, 1994), un roman noir opposant la pègre asiatique et la mafia sicilienne, La Main de Dante (In the Hand of Dante, 2002), dans lequel des mafieux tentent de mettre la main sur un manuscrit de La Divine Comédie que possède le Vatican, et enfin, Moi et le Diable (Me and the Devil, 2012), dont le point de départ est la rencontre entre un écrivain vieillissant et une envoûtante inconnue, une nuit, dans un bar de New York.
Le Roi des Juifs (King of the Jews, 2005) est une biographie romancée du gangster Arnold Rothstein.
Des articles et divers textes de Nick Tosches ont en outre été publiés dans les revues Vanity Fair et Esquire. La plupart de ces écrits sont regroupés dans le recueil The Nick Tosches Reader en 2000.
En 2009, Nick Tosches fait paraître Never Trust A Loving God, un ouvrage écrit en collaboration avec son ami et peintre Thierry Alonso Gravleur.
Il meurt le 20 octobre 2019 à Manhattan à l'âge de 69 ans.

## Œuvres

### Romans
- Cut Numbers, Back Bay Books, 1988  (ISBN 0-316-89658-6) Publié en français sous le titre Les Pièges de la nuit, Paris, Éditions Gérard de Villiers, Polar U.S.A. no 30, 1989 ; réédition dans une nouvelle traduction sous le titre La Religion des ratés, Paris, Gallimard, coll. « Série noire » no 2437, 1996
- Trinities, St Martins Mass Market Paper, 1994 (roman)  (ISBN 0-312-95689-4) Publié en français sous le titre Trinités, Paris, Gallimard, coll. « La Noire », 1996 ; réédition, Paris, Gallimard, coll. « Folio policier » no 175, 2000
- In The Hand of Dante, Little Brown, 2002  (ISBN 0-316-89524-5) Publié en français sous le titre La Main de Dante, Paris, Albin Michel, 2003 ; réédition, Paris, LGF, coll. « Le Livre de poche » no 30167, 2004
- Me and the Devil, Little, Brown and Company, 2012 Publié en français sous le titre Moi et le Diable, Paris, Albin Michel, 2015
- Under Tiberius, Little, Brown and Company, 2015 Publié en français sous le titre Sous Tibère, Paris, Éditions Albin Michel, 2017

### Biographies
- Hellfire : The Jerry Lee Lewis Story, Grove Press, 1982, (biographie de Jerry Lee Lewis)  (ISBN 0-8021-3566-8) Publié en français sous le titre Hellfire, traduit de l'anglais par Jean-Marc Mandosio, Paris, Allia, 2001
- Dangerous Dances: the Authorized Biography (en collaboration avec Daryl Hall et John Oates), 1984 (sur Hall & Oates)  (ISBN 0-312-35716-8)
- Power On Earth, Arbor House Pub Co, 1986 (biographie sur Michele Sindona)  (ISBN 0-87795-796-7)
- Dino: Living High in the Dirty Business of Dreams, Delta, 1992 (biographie de Dean Martin)  (ISBN 0-385-33429-X) Publié en français sous le titre Dino : la belle vie dans la sale industrie du rêve, traduit de l'anglais par Jean Esch, Paris, Rivages, 2001
- The Devil And Sonny Liston, Little, Brown, 2000 (biographie de Sonny Liston)  (ISBN 0-316-89775-2) Publié en français sous le titre Night train, Paris, Rivages, coll. « Écrits noirs », 2002 ; réédition, Paris, Rivages, coll. « Rivages/Noir » no 630, 2006
- Where Dead Voices Gather, Little, Brown, 2001 (biographie de Emmett Miller)  (ISBN 0-316-89507-5) Publié en français sous le titre Blackface, Paris, éditions Allia, 2003
- King of the Jews: The Arnold Rothstein Story, 2005 (biographie romancée sur le gangster Arnold Rothstein) Publié en français sous le titre Le Roi des Juifs, Paris, Albin Michel, coll. « Les Grandes Traductions », 2006 ; réédition, Paris, LGF, coll. « Le Livre de poche » no 31217, 2009

### Autres publications
- Country : The Twisted roots of rock'n'roll, Da Capo Press, 1977, (sur la musique country)  (ISBN 0-306-80713-0) Publié en français sous le titre Country : les racines tordues du rock'n'roll, traduit de l'anglais par Julia Dorner, Paris, Allia, 2000 et 2005
- Unsung Heroes of Rock N' Roll : The Birth of Rock in the Wild Years Before Elvis, Da Capo Press, 1984  (ISBN 0-306-80891-9) Publié en français sous le titre Héros oubliés du rock'n'roll : les années sauvages du rock avant Elvis, traduit de l'anglais par Jean-Marc Mandosio, Paris, éditions Allia, 2000
- Chaldea and I Dig Girls, C U Z Editions, 1999 (poésie)  (ISBN 0-9666328-5-0) Publié en français sous le titre Chaldée, Éditions Vagabonde, 2008
- The Last Opium Den, 2000 Publié en français sous le titre Confessions d'un chasseur d'opium, traduit de l'anglais par Jean-Marc Mandosio, Paris, Paris, Allia, 2001
- The Nick Tosches Reader, Da Capo Press, 2000  (ISBN 0-306-80969-9)
- Never Trust a Loving God, en collaboration avec Thierry Alonso Gravleur, 2009  (ISBN 9782757202647)
- Save the Last Dance for Satan, 2011 Publié en français sous le titre Réserve ta dernière danse pour Satan, traduction d'Hélène Frappat, Paris, Allia, 2012  (ISBN 978-2-84485-581-7)
- Johnny's First Cigarette, Vagabonde, 2014 Publié en français sous le titre La Première Cigarette de Johnny, Paris, Éditions Vagabonde, 2014

### Discographie
- Blue Eyes And Exit Wounds, CD de poésie déclamée avec Hubert Selby, 1998
- Nick & Homer, avec Homer Henderson, 1998
- Fuckthelivingfuckthedead, avec Patti Smith, 2001, DSA France
- For the taking Vol I of CHALDEA, avec Rick Whitehurst, 2006

## Sources
: document utilisé comme source pour la rédaction de cet article.
- Claude Mesplède (dir.), Dictionnaire des littératures policières, vol. 2 : J - Z, Nantes, Joseph K, coll. « Temps noir », 2007, 1086 p. (ISBN 978-2-910-68645-1, OCLC 315873361), p. 892-893.

- (en) Cet article est partiellement ou en totalité issu de l’article de Wikipédia en anglais intitulé « Nick Tosches » (voir la liste des auteurs).